# Cai Zhi Yun
Cai Zhi Yun, chiamata anche più semplicemente Han [寒] (caratteri cinesi: 蔡芷紜; 24 dicembre 1985), è un'attrice taiwanese.
È conosciuta per aver interpretato il ruolo di supporto di Han (寒) in The X-Family, ed il personaggio minore Cai Yun Han (蔡雲寒) in KO One.
Anche sua sorella minore, Tsai Yi-chen (蔡宜臻), è un'attrice ed è conosciuta come Wu Xiong (五熊).

## Filmografia
2005
- KO One: Cai Yun Han (蔡雲寒) (personaggio minore)

2006
- Tokyo Juliet: studentessa (personaggio minore)
- Hanazakarino Kimitachihe: Mei Xiao Shui (梅曉緒) (personaggio minore)

2007
- The X-Family: Han (寒) (personaggio di supporto)

2008
- Mysterious Incredible Terminator: Huang Xin Yi (黃心怡) (personaggio minore)

2009
- K.O.3an Guo: Da Qiao (大喬) (personaggio minore)

## Canzoni tema di serie televisive
- Heaven: duetto con la sorella Cai Yi Zhen, They Kiss Again (2007)